# Семён (князь новосильский)
Семён (Симеон) (середина XIV века) — князь новосильский, отец Ивана и Романа Новосильских.
По различным версиям, сын Михаила глуховского, упомянутого в Любецком синодике вместе с сыном Симеоном (в этом случае также князь глуховский) или идентичен упомянутому там же Семёну Александровичу, который историками считается сыном Александра новосильского, убитого в 1326 году в Орде.
В духовной грамоте великого князя московского Семена Ивановича 1353 года упоминается: «Заберегъ, что есмь купил оу Семена оу Новосильског(о)».
Глуховское княжество считается распавшимся на уделы либо перед правлением Семёна (если он был сыном Александра Новосильского), или после (если он, будучи глуховским, тем не менее отец Ивана и Романа новосильских).

## Семья
Имя и происхождение жены Семёна неизвестно. У Семёна было двое сыновей:
- Иван, князь новосильский[2]
- Роман князь Новосильский[2]